# Rubus rotundatiformis
Rubus rotundatiformis är en rosväxtart som beskrevs av Henri L. Sudre. Rubus rotundatiformis ingår i släktet rubusar, och familjen rosväxter. Inga underarter finns listade i Catalogue of Life.